# Dover, Delaware
Dover är huvudstad i den amerikanska delstaten Delaware med en yta av 58,8 km² och en befolkning på 36 560 invånare (2011). Staden ligger i countyt Kent och den är administrativ ort för detta county. Dover är belägen vid St. Jones-floden och grundades 1683 av William Penn som namngav den efter staden Dover i England.

## Historia
Dover bildades 1683 av William Penn som en administrativ ort för det nyligen skapade countyt Kent. Dover tog 1777 över rollen som delstatshuvudstad i Delaware från New Castle. Staden blev utvald tack vare sin centrala plats och förhållandevisa säkerhet från brittiska attacker från Delawarefloden. Stadens centrala torg, känt som The Green, blev skådeplatsen för många patriotiska evenemang och politiska demonstrationer under denna tid och är till denna dag hjärtat i Dovers historiska stadsdistrikt. Här är Delawares Högsta Domstol belägen och även Kent Countys centrala domstol.
Dover var hemstaden för Caesar Rodney en populär militär ledare i Delaware under Amerikanska revolutionen. Han ska ha blivit begravd utanför staden, men platsen för hans grav är okänd. En kenotaf är rest i hans ära på begravningsplatsen för Christ Episcopal Church vid The Green.
Staden och countyt var djupt splittrat över slaveriet och var en anhalt på Underground Railroad på grund av sin närhet till delstaten Maryland som tillät slaveriet och Pennsylvania och New Jersey som hade förbjudit det. Det var också hemvist för ett stort antal kväkare som arbetade för slavars frihet i början av 1800-talet. Det fanns väldigt få slavar i området, men slaveriet som institution hade stöd av en liten majoritet.
Dover Air Force Base har funnits utanför staden sedan 1942.
1969 invigdes racerbanan Dover International Speedway, då under namnet Dover Downs International Speedway.